# Allocation famille
Le gouvernement du Québec, à travers Retraite Québec administre le programme d'allocation famille qui est une aide financière versée aux familles admissibles ayant à leur charge un ou plusieurs enfants de moins de 18 ans. La province de Québec possède la politique familiale la plus généreuse du Canada, elle est donc souvent comparée à celle des pays nordiques. 

## Historique

### Programme d'allocations familiales (1967-2005)

#### Création du programme (1967)
En avril 1967, le gouvernement du Québec met en place son propre programme d'allocations familiales afin de soutenir financièrement les parents responsables des soins et de l'éducation d'un enfant de moins de 16 ans qui fréquente l'école,. 
À sa création le programme est administré directement par le ministère de la Famille et du Bien-être social. Les décisions rendues en vertu du programme d'allocations peuvent être appelés devant la Commission des allocations sociales, remplacée en 1969 par la Commission d'appel de l'aide et des allocations sociales puis en 1974 par la Commission des affaires sociales.
En 1971 l'administration du programme est confiée à la Régie des rentes du Québec lorsque le ministère de la Famille et du Bien-être social est remplacé par le ministère des Affaires sociales.

#### Réforme et extension (1973-1974)
Le programme est réformé en profondeur en 1973, la loi de 1967 est alors abrogée et remplacée par une loi nouvelle. Le nouveau régime s'articule avec le régime fédéral d'allocations familiales issu de la Loi de 1973 sur les allocations familiales qui est sanctionné le 12 décembre 1973,. La combinaison des deux régimes donne lieu à des prestations mensuelles allant de 15 à 42 $ par enfant qui sont indexées au coût de la vie à partir de 1975.
Le programme est étendu à tous les enfants de moins de 18 ans en 1974.

#### Création de nouvelles allocations (1987)
En 1987, le gouvernement Bourassa instaure une politique nataliste qui comprend trois allocations universelles:
- L'allocation à la naissance ;
- L'allocation pour jeune enfant et ;
- L'allocation familiale.

Elle a subi un changement majeur dans lequel l'état cesse de récupérer par l'intermédiaire des impôts le montant versée aux familles à revenu plus élevé.
Le gouvernement annonce dans le budget 1990 que l'allocation de naissance pour un troisième enfant (et chacun des suivants) passe de 4 500 à 6 000 $ et l'allocation de maternité de 240 à 360 $. L'allocation de naissance à partir du 3e enfant est à nouveau haussée dans le budget suivant et portée à 7 500 $ pour les naissances à partir du 1er janvier 1992.

#### Unification des prestations (1997)
Le 1er septembre 1997 une importante réforme des prestations familiales entre en vigueur. Le gouvernement du Québec remplace les trois mesures d'aide financière alors en vigueur par une allocation unifiée qui est accordée sur condition de ressources. Son montant varie selon le nombre de parents et d'enfants ainsi que le revenu familial. L'objectif étant de venir en aide davantage aux familles à faible revenu.
Le gouvernement fédéral ayant annoncé la création de la Prestation fiscale canadienne pour enfants (PFCE) pour le 1er juillet 1998, le gouvernement du Québec annonce en 1997 des mesures d'harmonisation à la suite de l'entrée en vigueur de la PFCE.
À partir du 1er avril 1998 le Tribunal administratif du Québec entend les appels des décisions rendues par la Régie des rentes à la place de la Commission des affaires sociales.

### Programme de Soutien aux enfants (2005-2019)
En 2005, l'universalité de l'allocation famille est rétablie grâce à la mise en place du programme de Soutien aux enfants. Elle vient remplacer plusieurs allocations et le crédit d'impôts antérieur.
Le 1er janvier 2016 la Régie des rentes du Québec est remplacée par Retraite Québec qui reprend l'administration du programme de Soutien aux enfants.

### Programme d'Allocation famille (depuis 2019)
En 2019, le Soutien aux enfants est remplacé par l'Allocation famille, qui est le programme en place jusqu'à ce jour.

## Modalités
Au Québec, l'Allocation famille est distribuée par Retraite Québec. Près de 900 000 familles québécoises bénéficient de cette allocation universelle. Depuis 2005, cette aide financière est redevenue accessible à toutes les familles éligibles qui ont à charge un enfant de moins de 18 ans. L'objectif est d'apporter du soutien aux familles québécoises ainsi que de réduire la pauvreté infantile. 

### Conditions d'admissibilité
Pour être admissible à cette aide financière, un des deux parents doit habiter au Québec avec l'enfant ainsi qu'assumer la responsabilité des soins et de l'éducation de celui-ci. De plus, les parents doivent remplir un des critères suivants : être citoyen canadien, être résident permanent et être résident temporaire depuis plus de 18 mois. En 2023, les parents ont la possibilité de bénéficier d'un montant minimal de 1 107 $ pour chaque enfant. Cependant, le montant d'aide financière et de crédit d'impôt est ajusté chaque année en tenant compte du revenu familial, de la situation conjugale, du nombre d'enfants en garde partagée et du nombre d'enfants de moins de 18 ans qui habitent avec le parent. Ce programme social permet de soutenir financièrement les familles en leur octroyant des suppléments pour le matériel scolaire lorsqu'ils ont des enfants entre 4 et 16 ans et des suppléments lorsqu'ils ont des enfants en situation de handicap. Plus précisément, les familles avec des enfants plus gravement handicapées reçoivent une allocation plus généreuse, puisqu'il y a deux paliers différents de montant, selon la gravité de leur handicap.